# Slana
Slana är en benämning på en lång, smal trädstam. Slanor har i alla tider haft användning i jordbrukssamhället för många olika ändamål exempelvis stängsel, hässjor och andra torkställningar och konstruktioner, redskapsskaft, drög.
Slanor är populära inom scouting där de används som konstruktionsmaterial. Vanligen surras slanorna ihop med rep. Inom scouting används slanorna till stegar m.m.